# Eduard Baumstark

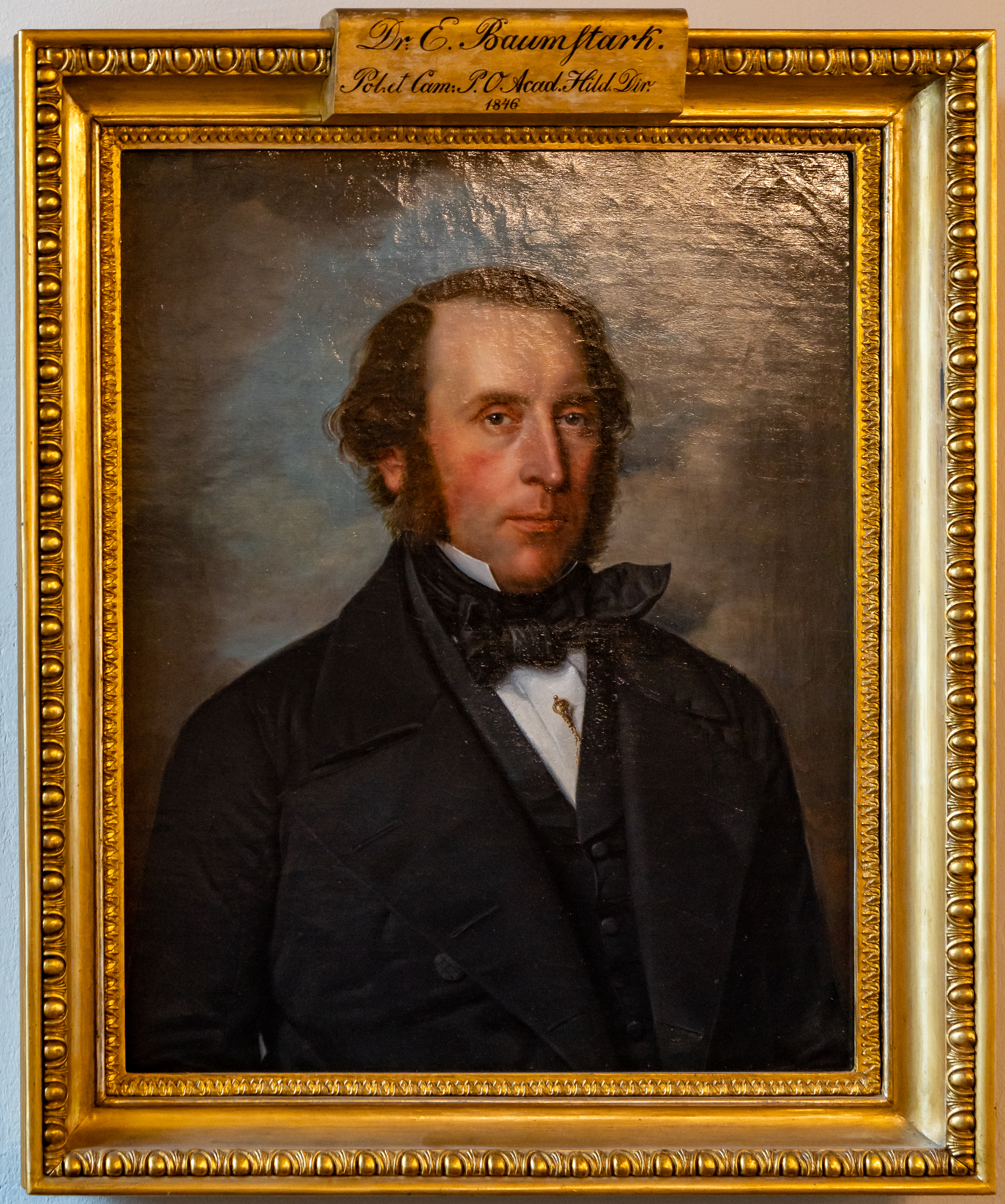
Eduard Baumstark (1846), Gemälde von Wilhelm Titel in der Greifswalder Professorengalerie

Eduard Baumstark (auch: Edward Baumstark; * 28. März 1807 in Sinzheim; † 8. April 1889 in Greifswald) war ein deutscher Jurist, Ökonom (Kameralist), Politiker und Hochschullehrer.

## Leben
Eduard Baumstark war der Sohn des Lehrers Johann Michael Baumstark und dessen Ehefrau Scholastika Vogel. Der spätere Philologe Anton Baumstark sen. (1800–1878) war sein Bruder, der Politiker und Schriftsteller Reinhold Baumstark (1831–1900) sein Neffe.
Mit 18 Jahren beendete Baumstark 1825 seine Schulzeit am Lyzeum in Rastatt und begann noch im selben Jahr an der Ruprecht-Karls-Universität Heidelberg Jura und Kameralwissenschaft zu studieren. Dieses Studium konnte er 1828 mit seiner Dissertation Des Herzog von Sully Verdienste um das französische Finanzwesen erfolgreich abschließen. Während seines Studiums schloss er sich 1825 der Alten Heidelberger Burschenschaft an.
Bereits im darauffolgenden Jahr betraute die Universität Heidelberg Baumstark als Privatdozent der Kameralwissenschaften mit einem Lehrauftrag. Zu dieser Zeit begann er – sozusagen nebenbei – die Werke des Wirtschaftswissenschaftlers David Ricardo zu übersetzen und trug damit maßgeblich zu deren Verbreitung in Deutschland bei.
1838 nahm Baumstark einen Ruf an die Universität Greifswald an und wurde dort zum außerordentlichen Professor berufen. Vier Jahre später erfolgte dann die Ernennung zum ordentlichen Professor. 1843 betraute man ihn mit der Leitung der Königlichen Staats- und landwirtschaftlichen Akademie Eldena bei Greifswald. Dieses Amt hatte er bis zu ihrer Schließung 1876 inne.
Im Zuge der Ereignisse der Märzrevolution wurde Baumstark auch politisch aktiv, da man ihn als Abgeordneten in die Preußische Nationalversammlung wählte. Als Mitglied des gemäßigt liberalen Lagers wurde Baumstark 1849 Mitglied der Ersten Kammer des preußischen Landtages und bekämpfte er zwischen 1850 und 1852 vehement die konservative Politik Otto Theodor von Manteuffels.
1850 wählte man Baumstark in das Staatenhaus des Erfurter Unionsparlaments. 1867 war er Abgeordneter des Wahlkreises Stralsund 2 (Grimmen – Greifswald) im Reichstag des Norddeutschen Bundes. Im Reichstag schloss er sich der Fraktion des altliberalen Centrums an. Er vertrat ab 1859 bis zu seinem Tode als Abgeordneter die Universität Greifswald im Preußischen Herrenhaus.
In diesem Jahr wurde Baumstark auch in das Landesökonomiekollegium gewählt und zu dessen wichtigsten Mitglied er schon nach kurzem wurde. Mit 49 Jahren ehrte man ihn mit dem Titel Geheimer Regierungsrat. Als solcher berief man Baumstark 1876 in die Statistische Zentralkommission.
Seit seiner Studienzeit in Heidelberg war Baumstark mit dem herausragenden Zivilrechtsprofessor und nebenberuflichen Musikwissenschaftler Anton Friedrich Justus Thibaut (1772–1840) befreundet. Dieser unterstützte Baumstark bei dessen musikalischen Arbeiten. Baumstark publizierte etliche Volkslieder und die zeitgenössische Kritik fand immer lobende Worte über die musikwissenschaftlichen Aufsätze.
Im Alter von 82 Jahren starb der Volkswirt Eduard Baumstark am 8. April 1889. Seine beachtliche Privatbibliothek nebst seinem gesamten handschriftlichen Nachlass übereignete Baumstark der Universität Greifswald, wo sie im Zweiten Weltkrieg verbrannte.

## Werke (Auswahl)
- Des Herzog von Sully Verdienste um das französische Finanzwesen. Katholisches Bürgerhospital, Mannheim 1828.
- Einleitung in das wissenschaftliche Studium der Landwirtschaft. Berlin 1858.
- Kameralistische Encyclopädie. Handbuch der Kameralwissenschaften und ihrer Literatur für Rechts- und Verwaltungsbeamte, Landstände, Gemeinde-Räthe und Cameral-Candidaten. Karl Groos, Heidelberg / Leipzig 1835. (Digitalisat und Volltext im Deutschen Textarchiv)
- Die königliche staats- und landwirtschaftliche Akademie Eldena. Berlin 1870.
- Staatswissenschaftliche Versuche über Staatskredit etc. Heidelberg 1833.
- Zur Einkommensteuerfrage. Greifswald 1850. (Separatabdruck aus den von ihm 1848 begründeten Jahrbüchern der staats- und landwirtschaftlichen Akademie Eldena)

Übersetzungen
- David Ricardo: Grundgesetze der Volkswirtschaft und der Besteuerung. Engelmann, Leipzig 1837, OCLC 159872355.
  - Volkswirthschaftliche Erläuterungen vorzüglich über David Ricardo's System. Engelmann, Leipzig 1838, OCLC 159872357.